# Рагху
Рагху — легендарный царь из династии Икшваку согласно индуистской мифологии. Согласно Рагхувамше, он был сыном царя Дилипы и его царицы Судакшины. Его имя на санскрите означает «быстрый», и происходит оно от ловкости Рагху в управлении колесницей. Подвиги Рагху были так прославлены, что сама его династия также стала известна как Рагхувамша или Рагхукула. История его династии подробно описана Калидасой в его «Рагхувамше».
Вступив на престол, он расширил своё королевство во всех четырёх направлениях. Позже, по указанию своего Гуру Васиштхи, он совершил Вишваджит Яджну и отдал всё своё богатство как Дана. После завершения яджны, когда все богатство было отдано в виде Даны, Рагху спросил мудреца Каутшу, ученика Вартанту, проводившего приношение: «Что следует дать тебе в качестве Гуру-Дакшины?», на что Каутша ответил: «Вашей севы будет достаточно". Рагху, человек, держащий своё слово, попросил его отдохнуть в своём дворце и заверил, что даст Гуру-Дакшину в течение дня.
Рагху приказал своей армии подготовиться к вторжению в царство бога богатств Куберы на следующее утро. Когда он направлялся к Кубер-локе, к нему подошёл его казначей и сказал, что прошлой ночью Кубера из-за страха перед воинами Рагху пролил дождь из золотых монет. Рагху дал эти золотые монеты как Гуру-Дакшину мудрецу Каутше.
Рагху, согласно Рагхувамше, победил парсов и яванов на западе, а также индо-айра из племени камбоджа. Он также завоевал «बिजेतुं», южноиндийских царей Пандья и царей Калинги. Бенгалия, как говорят, также находилась под его властью.

## Родословная
В ряде Пуран, включая Вишну-пурану, Вайю-пурану, Линга-пурану, Диргхабаху упоминается как сын Дилипы, а Рагху — как сын Диргхабаху. Но в «Харивамше», «Брахма-пуране» и «Шива-пуране» Рагху упоминается как сын Дилипы, а Диргхаваху — как его эпитет.
Рагху считается отцом Аджи и прадедом Рамы.

## Рекомендации
1. ↑  Misra, V.S. (2007). Ancient Indian Dynasties, Mumbai: Bharatiya Vidya Bhavan, ISBN 81-7276-413-8, pp. 239–40